# Matsalu Nemzeti Park
A Matsalu Nemzeti Park (észtül: Matsalu rahvuspark), korábbi nevén Matsalu Természetvédelmi Terület, gyakran csak Matsalu 2004 óta nemzeti park Észtország Lääne megyéjében. A Matsalu Nemzeti Park 488,6 km² területet ölel fel, amely magában foglalja a Matsalu-öblöt, a Kasari folyó deltáját, Matsalu falut és a környező területeket.
A Matsalu-öböl Európa egyik legjelentősebb vizes madárélőhelye, amely a kelet-atlanti madárvonulási útvonal menti elsődleges elhelyezkedésének köszönhető. Nagy számú vándormadár használja Matsalut pihenőhelyként. Minden tavasszal több mint kétmillió vízimadár halad át Matsalun, ebből körülbelül 1,6 milliót tesz ki a jegesrécék száma. Kiemelkedő fontossága miatt 1957 óta védett, 1994 óta rámszari terület 2015-ben pedig Európa Diplomával tüntették ki.
A Matsalu Nemzeti Park számos veszélyeztetett faj otthona, amelyek közül sok szerepel az észt IUCN vörös listáján, köztük a legmagasabb védettségi kategóriába tartozó rétisas, sok második és harmadik védelmi kategóriába tartozó madárfaj, a nádi varangy és tíz emlősfaj a második természetvédelmi kategóriába tartozik, emellett 22 fokozottan védett növényfaj is előfordul itt.

## Földrajza

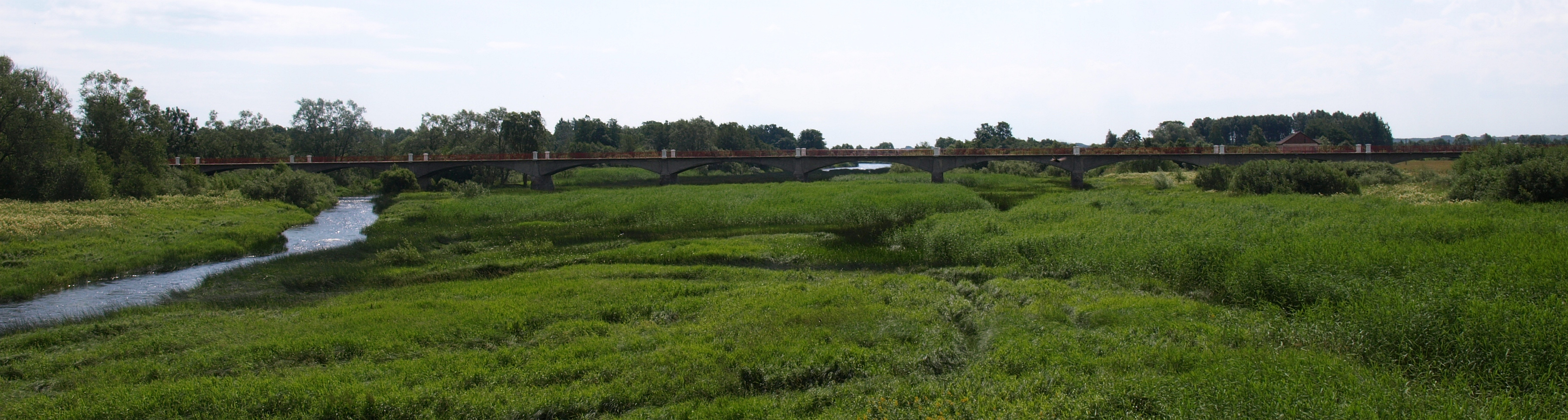
A Kasari folyó és az azt övező lápok fölött átívelő vasbetonhíd egykor Európa leghosszabbja volt, ma már műemléki védettséget élvez

A Matsalu Nemzeti Park területe 488,6 km², amely magában foglalja a Matsalu-öblöt, a Kasari folyó deltáját és környező területeit: az ártereket, parti réteket, nádasokat, erdőket, erdős réteke, valamint Väinameri környékét. és az öböl torkolatát, amely több mint 50 szigetet foglal magában. A védett területekből 224,3 km² szárazföldi, a maradék, több mint 260 km² pedig vízi. A Matsalu-öböl vize sekély brakkvíz, melynek sótartalma kb. 9 g/l és tápanyagokban gazdag. Az öböl 18 km hosszú és 6 km széles, de átlagos mélysége mindössze 1,5 méter, maximális mélysége pedig 3,5 m, partvonalának hossza körülbelül 165 km. Az öböl partvonalának nincsenek magas partjai, és többnyire lankás partok szegélyezik, legbelső, védett részén pedig iszapos és náddal benőtt.
A Kasari a legnagyobb olyan folyó, amely a Matsalu-öbölbe torkollik. A rajta átívelő első hidat 1904-1905 között építette egy belga cég. Elkészültekor egész Európa leghosszabb vasbeton hídjának számított, teljes hossza elérte a 308, szélessége pedig a 7 métert. A hidat később műemlékké nyilvánították, 1990 óta csupán a gyalogos forgalom számára áll nyitva, 2006-os felújítása és díszkivilágítással való ellátása óta pedig a nemzeti park egyik legismertebb látnivalójának számít. A Kasari folyó deltája az 1930 és 1960 közötti kotrás következtében nincs természetes állapotában; a delta 40 km²-es hordalékos rétje, amelynek nagy részét aktívan kezelik, Európa egyik legnagyobb nyílt nedves rétje. A főcsatornát körülvevő nádasok és zsombékosok évente akár 100 métert is terjeszkednek nyugat felé. A Kasari folyóból a Matsalu-öbölbe történő éves beáramlás körülbelül nyolcszorosan meghaladja az öböl térfogatát; a Kasari folyó vízszintjének átlagos szezonális eltérése meghaladja az 1,7 métert. A folyók nagy mennyiségű tápanyagban gazdag hordalékot szállítanak az öbölbe egy több mint 3500 km²-es vízgyűjtő területről. Az üledék a folyók torkolataiban rakódik le, lehetővé téve a nádasok térnyerését.

## Történelme
A tudományos kutatás Matsalu területén 1870 körül kezdődött meg, amikor Valerian Russow, a Tartui Egyetem Természettudományi Múzeumának kurátora rövid áttekintő munkát írt a Matsalu-öböl közelében előforduló madarakról. 1928 és 1936 között Eerik Kumari kutatta a madarakat a helyszínen, és 1936-ban javasolta egy ottani madárvédelmi terület létrehozását. 1939-ben az öböl egyes részeit (Virtsu-Puhtu) védelem alá helyezték, és megtiltották az iszapfürdőkhöz használt iszap kitermelését.
A kutatások 1945-ben váltak rendszeressé, amikor az Észt Tudományos Akadémia Növénytani és Állattani Intézete kutatóbázist hozott létre Penijõében. A Matsalu Természetvédelmi Területet 1957-ben alapították, főleg az itt fészkelő, vedlő és vonuló madarak védelmére. Az első állandó munkavállalók (adminisztrátorok és tudósok) 1958-ban érkeztek meg, és a penijõei kutatóbázis lett az újonnan létrehozott természetvédelmi terület adminisztratív központja. Az Észt Madárgyűrűzési Központ (észtül: Rõngastuskeskus), az észt madárgyűrűzést koordináló szervezet szintén Penijõe területén található.
1976-ban Matsalu felkerült a vizes élőhelyek védelméről szóló nemzetközi egyezmény (rámszari egyezmény) alapján a nemzetközi jelentőségű vizes élőhelyek listájára. A védett területeknek járó Európa Diplomát 2003-ban az Európa Tanács a Matsalu Természetvédelmi Területnek ítélte oda, annak elismeréseként, hogy a park sikeresen megőrizte az élőhelyek sokféleségét, valamint a természetvédelmi terület számos madárfaját és más biótacsoportját. Ez Észtországban az egyetlen természetvédelmi terület, amely rendelkezik Európa Diplomával. Az oklevelet 2008-ban öt évre meghosszabbították.
2004-ben a Matsalu Természetvédelmi Terület a környező területek egyesítésével létrehozták a Matsalu Nemzeti Parkot. A védett területen hét madármegfigyelő torony található (Penijõe, Kloostri, Haeska, Suitsu, Jugasaare, Küdeva és Keemu), valamint három látogatható túraútvonal.

## Galéria

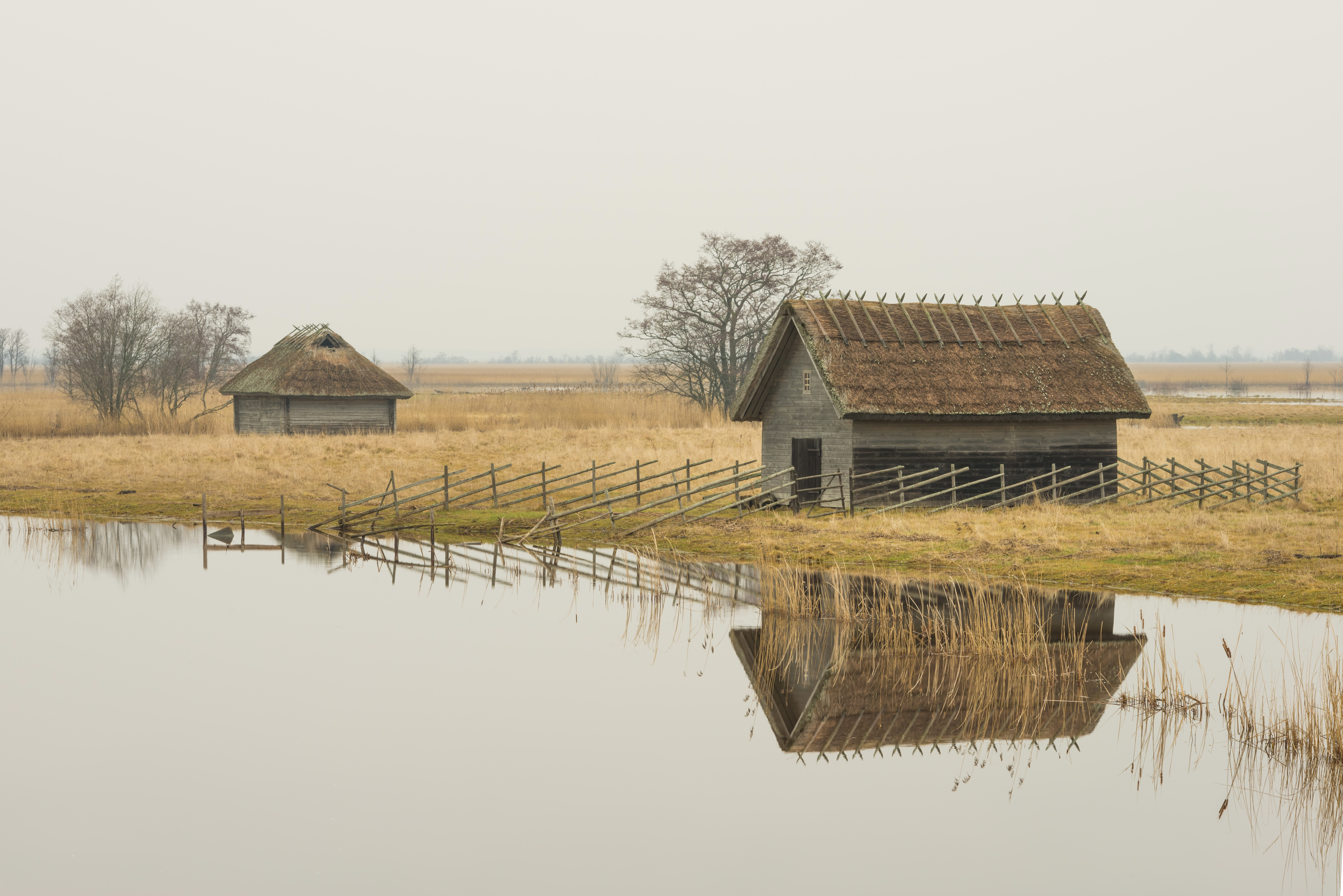
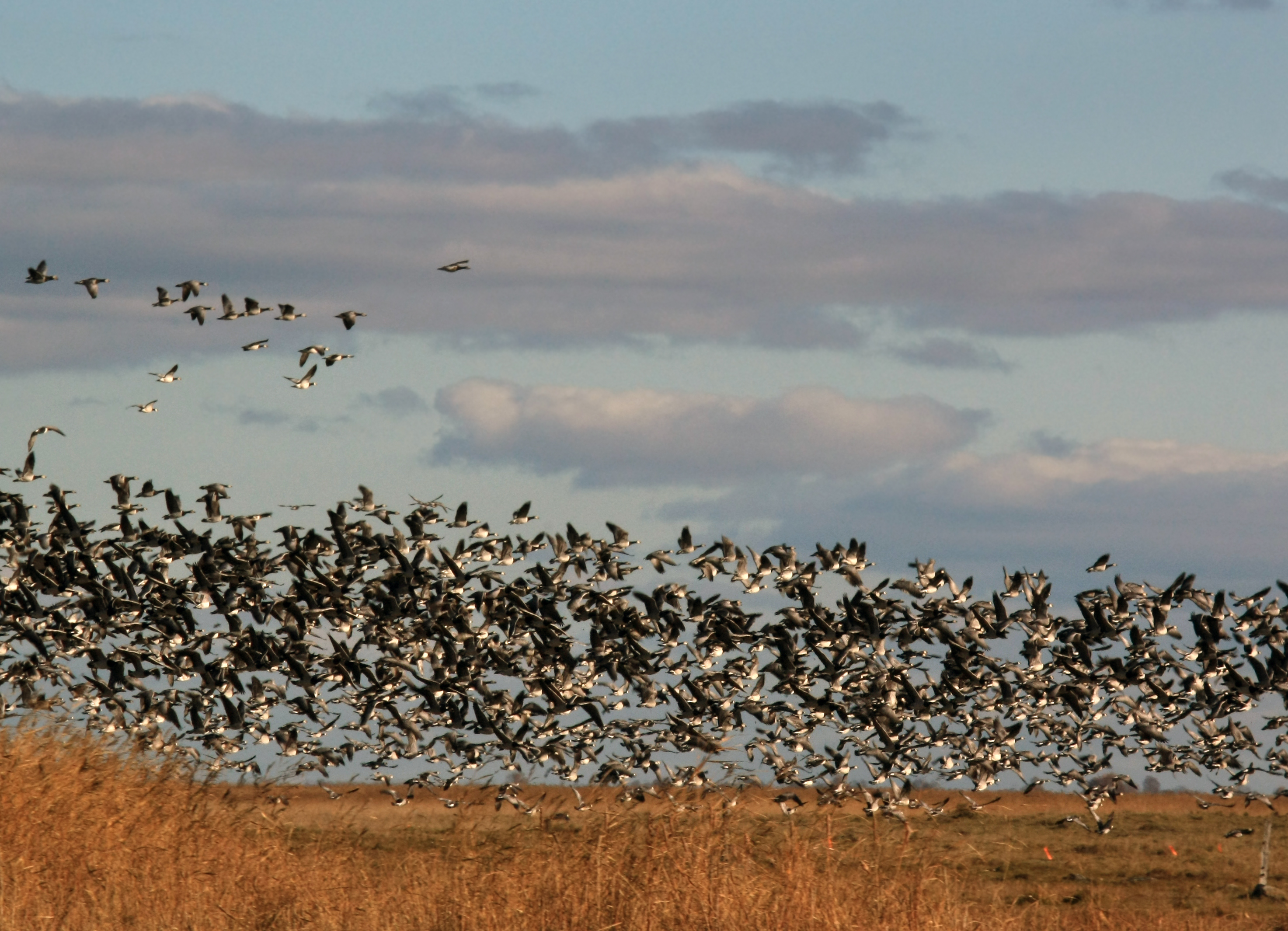
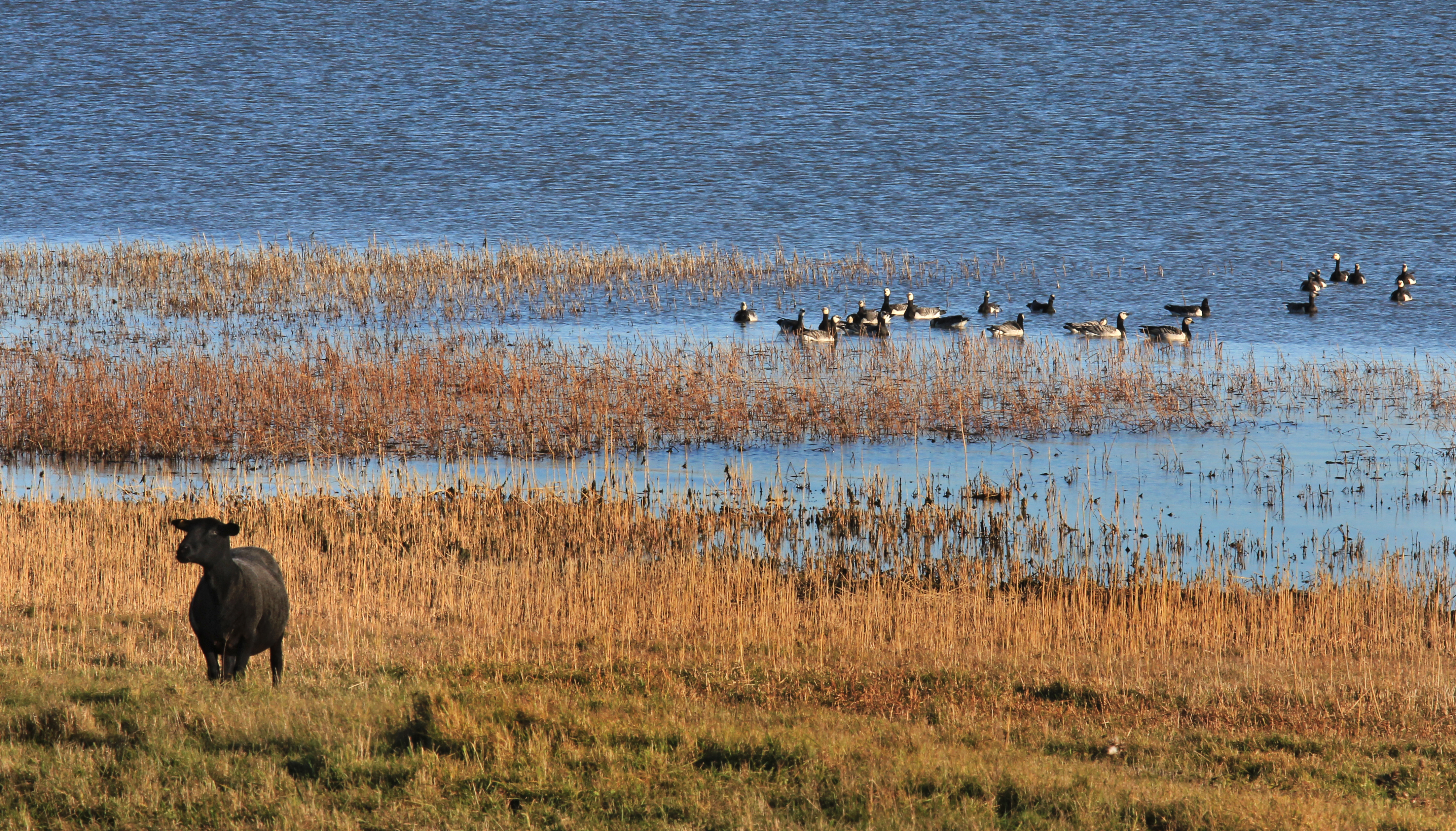
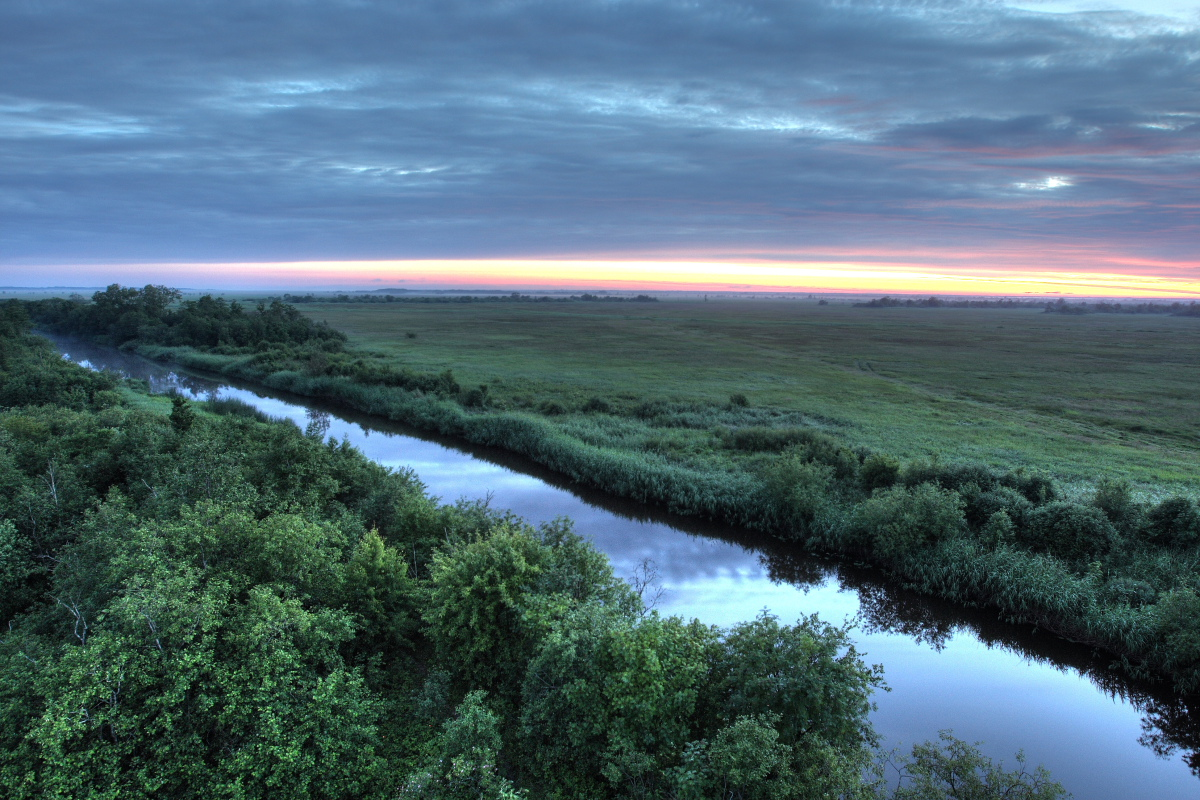
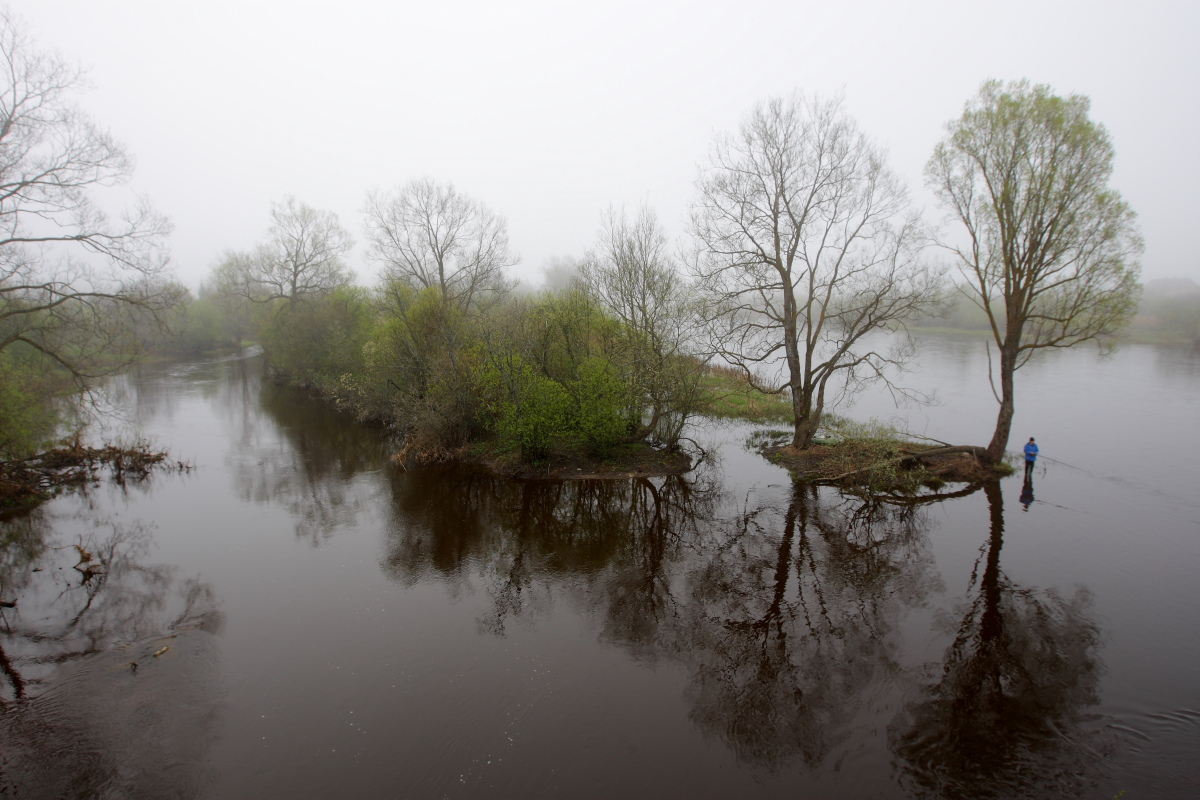
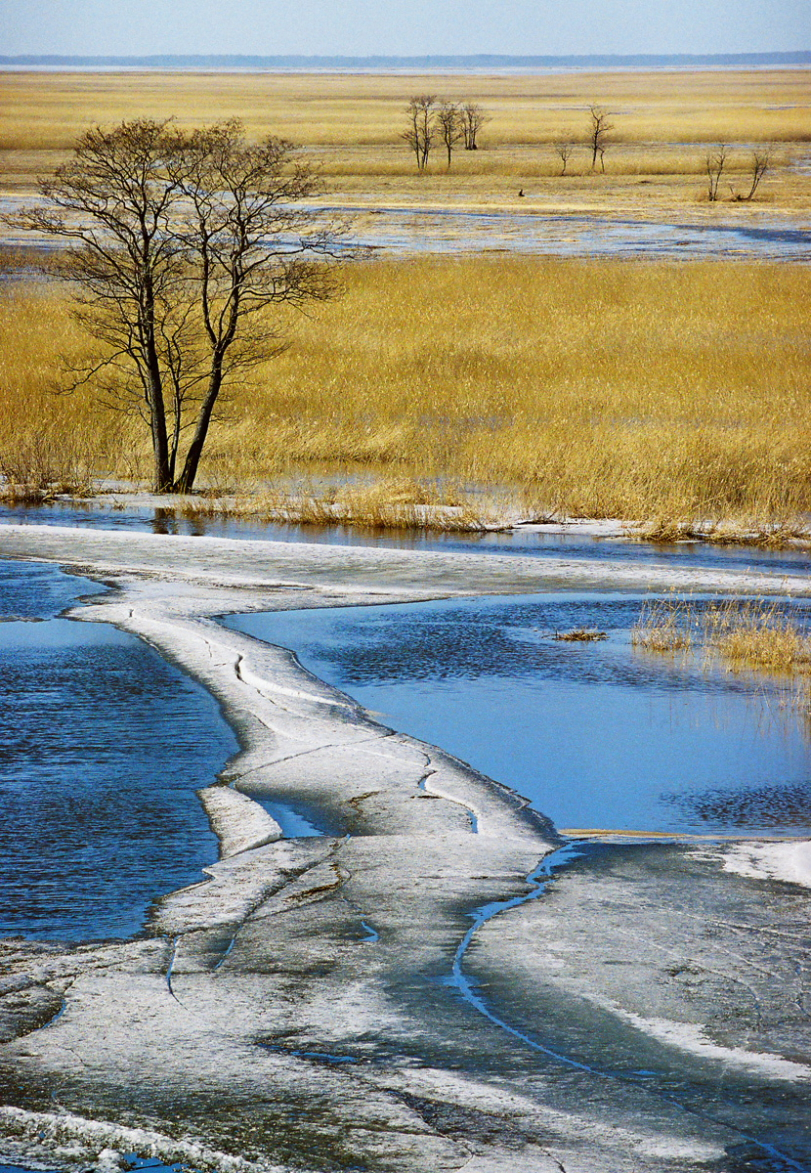
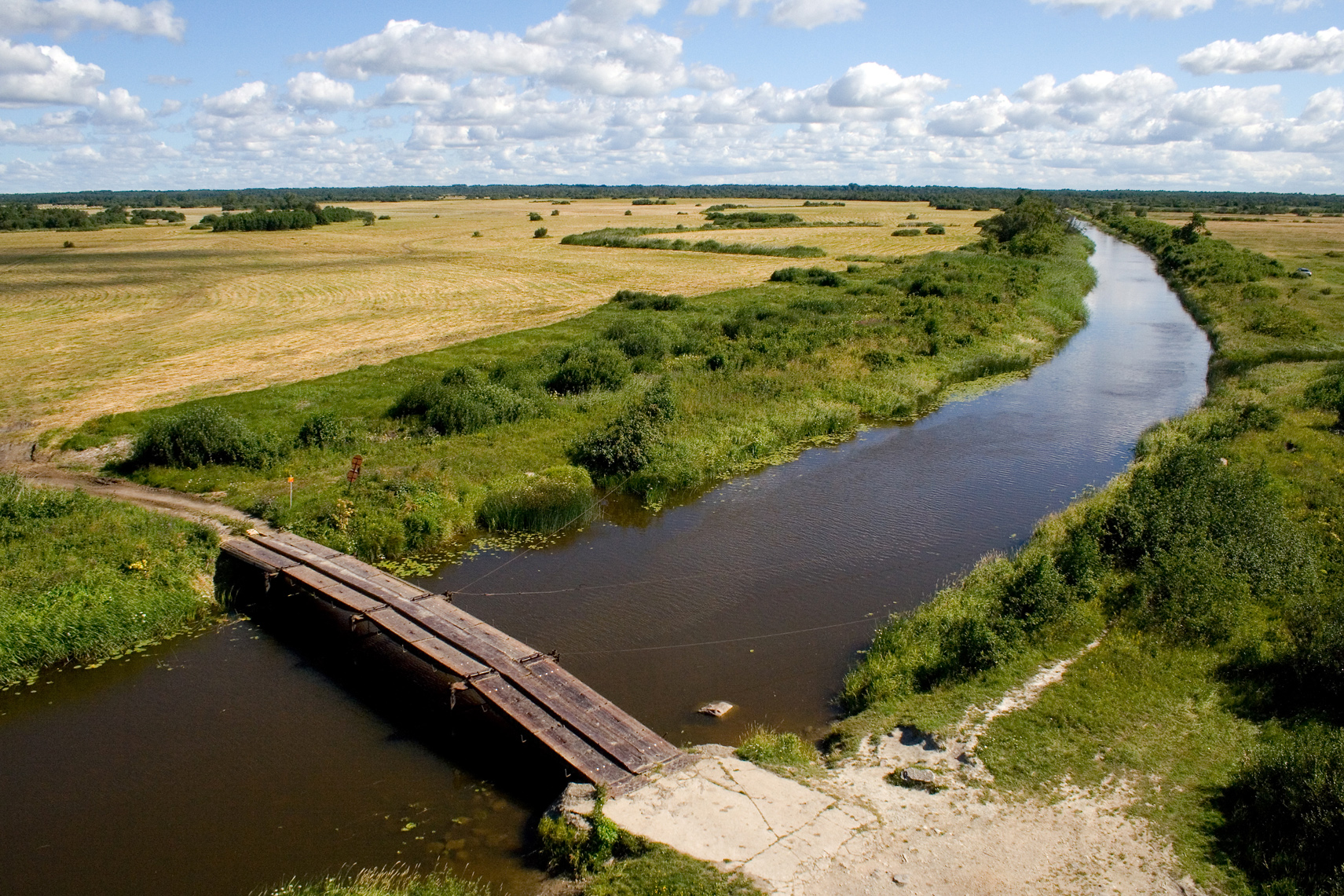
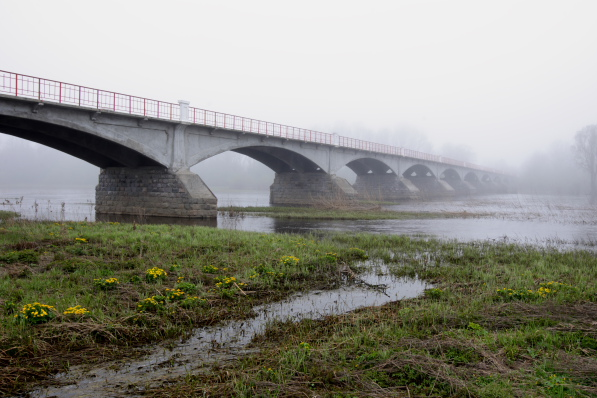

## Fordítás
- Ez a szócikk részben vagy egészben  a   Matsalu National Park című angol Wikipédia-szócikk ezen változatának fordításán alapul.  Az eredeti cikk szerkesztőit annak laptörténete sorolja fel. Ez a jelzés csupán a megfogalmazás eredetét és a szerzői jogokat jelzi, nem szolgál a cikkben szereplő információk forrásmegjelöléseként.